# Scalable Video Coding
SVC (англ. Scalable Video Coding — кодек передавання додаткового потоку) — технологія передавання відеосигналу, що дозволяє передавати в одному потоці кілька під потоків відео різної якості. Зазвичай це один основний потік і один додатковий. Базовий потік передається в стандартній якості, а додатковий — з меншою частотою кадрів, меншою роздільною здатністю відео тощо.
Технологія SVC дозволяє серверу відеоконференцій підлаштовувати відеопотік під мінливі характеристики терміналів учасників, такі як процесорні ресурси і ширина каналу зв'язку. Сервер призначає пристроям, який з потоків декодувати: користувачі з великою шириною каналу зв'язку будуть декодувати повний потік, а слабким каналам або пристроям (мобільні телефони, планшети) дістанеться тільки базовий потік з меншою швидкістю передачі даних. Таким чином, усувається вплив слабкого учасника конференції.

## Загальні відомості
Метою стандартизації SVC було дозволити кодування бітового відео потоку у високій якості, який би складався з одного або множини бітових потоків, які можуть декодуватися кожен окремо із такою ж мірою складності і якості відтворення, що й існуючі реалізації кодеку H.264/MPEG-4 AVC, із тієї ж кількості даних, що буде у окремому вкладеному під потоці.
Ці відокремлені вкладені підпотоки утворюються відкиданням пакетів із більшого потоку.
Така підмножина бітового потоку може являти собою кадр з меншою просторовою роздільною здатністю (менший кадр), або нижчу часову роздільну здатність (меншу частоту кадрів), або нижчу якість відео сигналу (застосовуючи методи окремо або в поєднанні) в порівнянні з відео потоком, з якого він був утворений. Існують наступні можливі варіанти:
- Часова (частота кадрів) масштабованість: залежності компенсації руху структуровані так, що повні кадри (тобто пов’язані з ними пакети) можуть відкидатися з бітового потоку. (Масштабування часу вже реалізоване в H.264/MPEG-4 AVC. SVC лише додає потрібну інформацію для поліпшення його використання.)
- Просторова (розмір зображення) маштабованість: відео кодується із різною роздільною здатністю. Дані і декодовані зрізи більш низької роздільної здатності, можуть використовуватись для передбачення кадрів з більшою роздільною здатністю, з метою зменшення бітрейту, для кодування більшої роздільної здатності.
- SNR/Якісна масштабованість або точності відтворення: відео кодується з однаковою просторовою роздільною здатністю, але з різною якістю.
- Комбінована: комбінація трьох типів, зазначених вище.